# 톨레도 번역자 학교

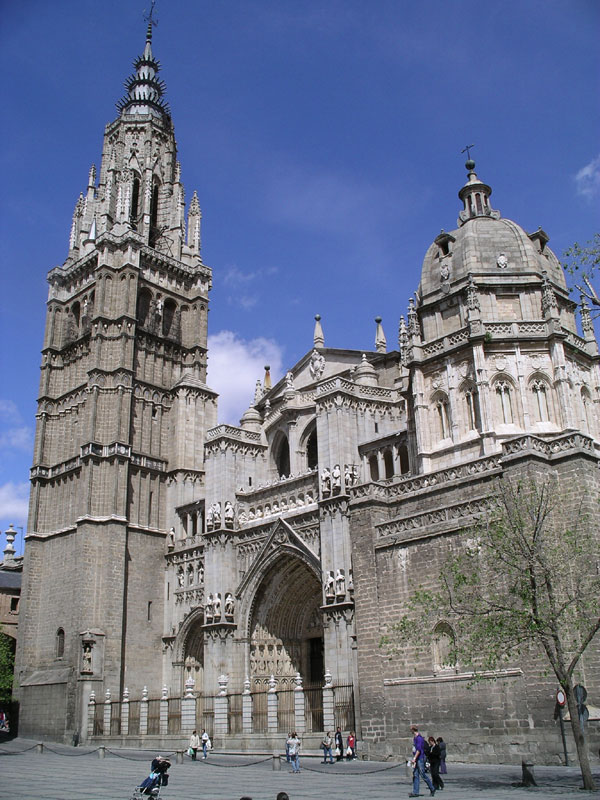
톨레도 대성당은 12세기에 번역의 중심지가 되었다.

톨레도 번역자 학교(Toledo School of Translators, 스페인어: Escuela de Traductores de Toledo)는 12세기와 13세기에 톨레도 시에서 함께 일하며 많은 이슬람 철학과 과학 작품을 고전 아랍어에서 중세 라틴어로 번역한 학자 집단이다.
이 학교는 과도기를 거쳐 두 개의 뚜렷한 시기를 거쳤다. 첫 번째 시기는 12세기에 톨레도의 레이몽 대주교가 주도했는데, 그는 주로 고전 아랍어에서 중세 라틴어로 철학 및 종교 작품의 번역을 장려했다. 13세기 카스티야의 알폰소 10세 왕의 통치 하에서 번역가들은 더 이상 라틴어를 최종 언어로 사용하지 않고 고스페인어로 번역했다. 이는 결국 스페인어의 첫 번째 표준의 기반을 구축하는 결과를 가져왔으며, 이 언어는 나중에 톨레도와 세비야의 두 가지 변종으로 발전했다.

## 역사

### 배경
전통적으로 톨레도는 다국어 문화의 중심지였으며, 무슬림 통치 시대부터 학습 및 번역의 중심지로서 이전의 중요성을 가지고 있었다. 이슬람의 황금기 동안 "동쪽"에서 아랍어로 번역되었던 신플라톤주의 학파, 아리스토텔레스, 히포크라테스, 갈레노스, 클라우디오스 프톨레마이오스 등의 고대 철학자와 과학자의 수많은 고전 작품들은 알안달루스에서 잘 알려져 있었다. 또한 페르시아, 인도, 중국의 고대 철학자와 과학자의 작품들도 마찬가지였다. 이러한 작품들은 당시 아랍어 사용자들(동쪽과 "서쪽", 즉 북아프리카와 이베리아 반도 모두)이 서유럽의 기독교 지역에서는 일반적으로 접근할 수 없었던 많은 고대 고전 학문 분야에 대해 배울 수 있게 해 주었으며, 이븐 시나, 킨디, 알라지 등 동방 무슬림 지역의 아랍어 사용자 과학자들은 그러한 고대 사상 체계에 중요한 작품들을 추가했다.
일부 아랍 문학은 또한 라틴어, 히브리어, 라디노어로 번역되었는데, 예를 들어 유대인 철학자 모세스 마이모니데스, 무슬림 사회학자-역사가 이븐 할둔, 카르타고 시민 콘스탄티누스 아프리카누스, 또는 페르시아인 콰리즈미의 작품들이 그러하다.
우마이야 칼리파국 통치 시대(711-1031)부터 시작된 알안달루스의 다문화적 풍요로움은 10세기 말부터 유럽 학자들이 그곳으로 유학을 오게 된 주요 이유 중 하나였다. 711년에 처음 온 아랍어 사용 통치자들이 현지 인구와 혼합되고 결혼하면서, 아랍어, 히브리어, 라틴어, 그리고 현지 로망스 방언의 공존은 새로운 피진 방언과 이중 언어 노래 형태의 출현을 보았고, 아랍어와 히브리어로 된 새로운 문학 작품들의 창작도 이루어졌다. 이 환경은 다중 언어주의를 육성했다. 이 시기에는 번역 작업을 할 수 있는 대규모 아랍어 사용 기독교인 공동체(모사라베로 알려짐)가 발전했다. 그러나 번역 작업은 1085년에 톨레도가 기독교 세력에 의해 재정복될 때까지 체계적으로 조직되지 않았다. 새로운 통치자들은 고대 세계뿐만 아니라 이슬람 동부의 최첨단 과학 담론을 포함하는 방대한 도서관을 물려받았는데, 이 모든 것은 대부분 아랍어였다.
당시 알안달루스의 중요성에 대한 또 다른 이유는 유럽의 다른 지역 일부 기독교 지도자들이 고대인들이 연구하고 아랍어 사용자 과학자와 철학자들이 더욱 발전시킨 일부 과학적 및 신학적 주제를 이단으로 간주했기 때문이다. 예를 들어, 중세 신 파리 대학교에서 있었던 1210~1277년 단죄는 아리스토텔레스의 물리학 논문과 알안달루스의 무슬림 철학자-의사인 이븐 루시드의 라틴어 이름인 이븐 루시드의 작품을 포함한 여러 신학 작품의 가르침을 제한하기 위해 제정되었다.

### 시작
1126년부터 1151년까지 톨레도 대주교였던 톨레도의 레이몽은 톨레도 대성당 도서관에서 첫 번역 작업을 시작했으며, 그곳에서 모사라베 톨레도인, 유대인 학자, 마드라사 교사, 클뤼니 개혁 수도원 수도사들로 구성된 번역팀을 이끌었다. 그들은 주로 아랍어, 히브리어, 그리스어에서 라틴어로 많은 작품을 번역했다. 이 학자들의 노력으로 아랍어와 히브리어 철학자들의 매우 중요한 텍스트들이 제공되었는데, 대주교는 이 텍스트들이 여러 고전 작가, 특히 아리스토텔레스를 이해하는 데 중요하다고 생각했다. 그 결과, 레이몽의 명령에 따라 재설비된 대성당 도서관은 서구 문화 역사상 유례없는 규모와 중요성을 지닌 번역 중심지가 되었다.

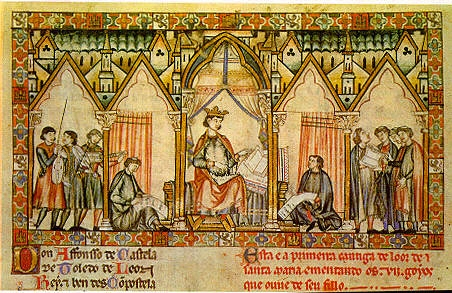
카스티야의 알폰소 10세, 현자, 칸티가스 데 산타 마리아를 구술하다.

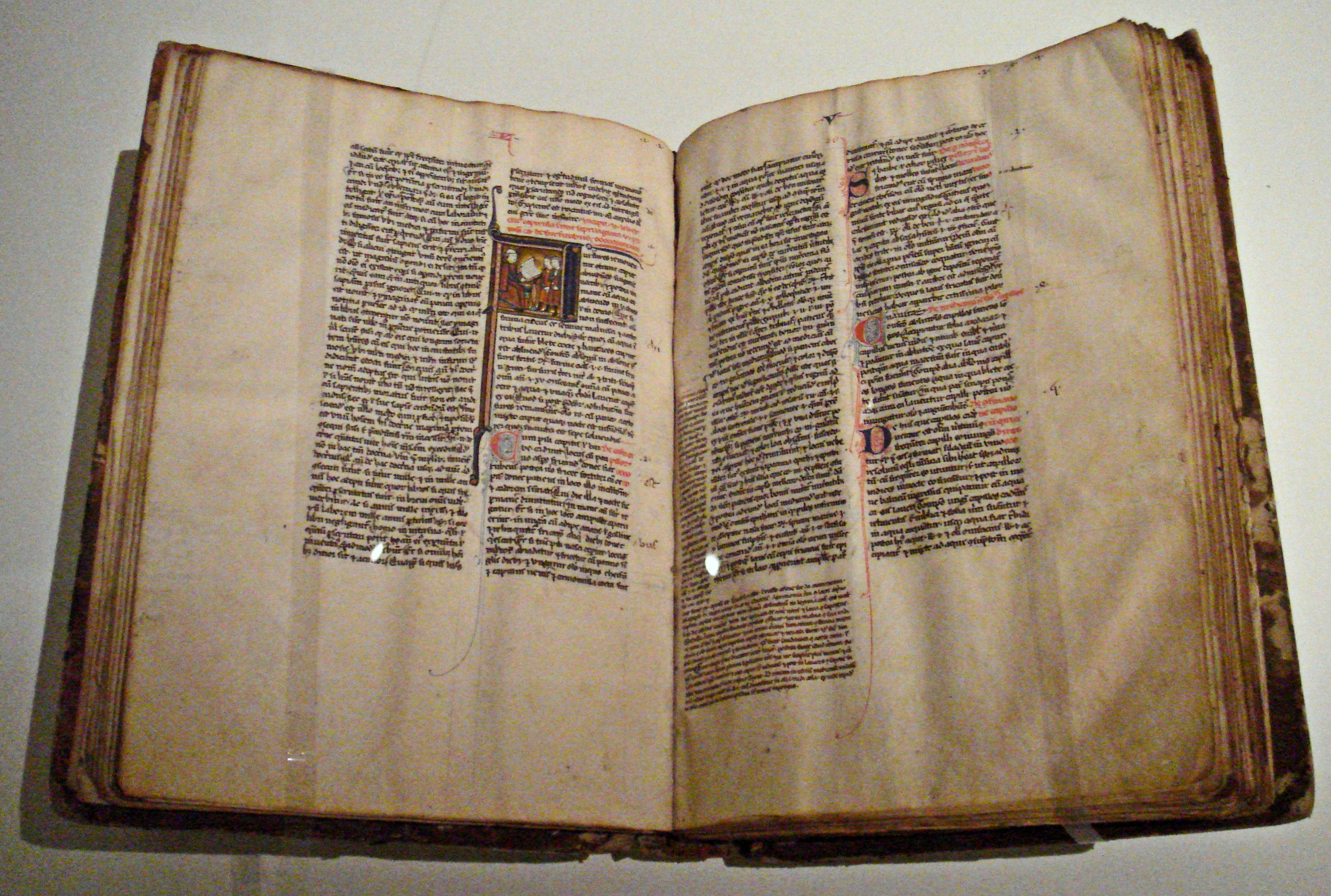
알라지의 의학 논문집, 크레모나의 제라르드가 13세기 후반에 번역.

크레모나의 제라르드는 당시 톨레도 번역가 중 가장 생산적인 인물로, 아랍 과학 서적 87권 이상을 번역했다. 그는 클라우디오스 프톨레마이오스의 알마게스트를 찾기 위해 1167년 톨레도로 왔다. 도착 당시 아랍어를 몰랐기 때문에 번역과 교육을 위해 유대인과 모사라베족에 의존했다.
그가 번역한 책들은 다음과 같다.
- 클라우디오스 프톨레마이오스의 알마게스트;
- 아리스토텔레스의 분석론 후서, 자연학, 천체론, 생성과 소멸론, 기상학, 니코마코스 윤리학;
- 콰리즈미의 알제브라 알무카발라,
- 아르키메데스의 원의 측정;
- 에우클레이데스의 에우클레이데스의 원론,
- 자비르 이븐 아플라의 원소 천문학,
- 킨디의 광학,
- 파르가니의 천체 운동의 천문학적 요소에 관하여,
- 파라비의 과학 분류에 관하여,
- 알라지(라제스)의 화학 및 의학 작품, 그리고
- 타비트 이븐 쿠라와 후나인 이븐 이샤크.[10]

그는 라틴어 독자들을 위해 당시 유럽에서 볼 수 없었던 가장 정확한 천문학/점성술 데이터(천체력) 모음인 "톨레도 표"를 편집했는데, 이는 부분적으로 알자르칼리의 작품과 자비르 이븐 아플라, 바누 무사 형제, 아부 카밀, 아부 알카심, 그리고 이븐 알하이삼의 작품(광학서 포함)을 기반으로 했다.
그가 번역한 다른 의학 작품은 다음과 같다.
- 할리 아벤루디안의 갈레노스 기법에 대한 해설;
- 유한나 이븐 사라비윤(세라피온)의 실천, 의학 요약;
- 알킨두스의 드 그라디부스;
- 라제스의 알만소르에게 바치는 책, 분할의 책, 의학 입문, 관절 질병에 관하여, 해독제 및 소아과 실천;
- 이삭 이스라엘리 벤 솔로몬, 원소에 관하여 및 정의에 관하여;
- 아불카시스, 알타스리프 as Chirurgia;
- 이븐 시나, 의학 정경 as Liber Canonis; 그리고
- 이븐 와피드(아벤구에피트), 단일 약물에 관한 책.[11]

또 다른 중요한 번역가는 세비야의 존이었다. 학교 초창기에 도미니쿠스 군디살리누스와 함께 그는 아랍어에서 카스티야어로의 주요 번역가였다. 세비야의 존은 10세기 아랍어 백과사전적 논문인 비밀의 비밀을 번역했는데, 이 논문은 통치술, 윤리학, 인상학, 점성술, 연금술, 마법, 의학 등 광범위한 주제를 다루며 중세 후기 유럽에서 매우 영향력 있었다. 그는 또한 파르가니, 아부 마샤르 알발키, 킨디, 아흐마드 이븐 유수프, 바타니, 타비트 이븐 쿠라, 알카비시 등 많은 점성술 논문을 번역했다. 철학에서는 이븐 시나 (아비켄나), 코스타 벤 루카의 정신과 영혼의 차이에 관하여, 파라비, 이븐 가비롤 (아비세브론), 가잘리 등의 라틴어 번역본을 만들었다. 전반적으로 그는 특히 점성술에서 자신만의 관찰과 해석을 결합한 지적인 종합으로 알려져 있다.
플랑드르 출신의 천문학자이자 아랍어-라틴어 번역가인 브뤼헤의 루돌프는 카린티아의 헤르만의 제자였다. 그는 마슬라마 이븐 아흐마드 알마지리티의 성반 (천문학)에 관한 이슬람 과학의 주요 작품인 라틴어 <리베르 드 콤포시티오 아스트롤라비이>를 번역하여 그의 동료 세비야의 존에게 헌정했다.
도미니쿠스 군디살리누스는 1180년에 톨레도 번역자 학교의 초대 책임자로 임명되었다. 처음에는 군디살리누스는 아랍어 지식이 부족했기 때문에 그리스어에서 라틴어 또는 카스티야어로만 번역했다. 그는 해당 언어의 모든 번역에 대해 세비야의 존에게 의존했다. 나중에 그의 경력에서 군디살리누스는 아랍어를 충분히 숙달하여 스스로 번역할 수 있게 되었다. 그의 동료들과 달리, 그는 철학에만 집중하여 그리스어 및 아랍어 작품과 반도 출신 초기 무슬림 철학자들의 주석을 번역했다. 그의 중요한 번역물 중에는 유대인 철학자 이븐 가비롤의 Fons Vitæ (Meqor Hahayim)가 있다. 한때 그것은 기독교 스콜라학자 아비세브론의 작품으로 여겨졌다. 군디살리누스는 또한 주요 무슬림 철학자 이븐 시나와 알가잘리의 여러 작품을 번역했다. 그는 원본에 충실하기보다는 구절을 자주 삭제하고 자신의 주석을 추가하는 것으로 알려져 있다.
옥스퍼드 대학교와 파리에서 공부한 후 톨레도에 정착한 스코틀랜드인 마이클 스코트도 이 시기에 번역가로 활동했다. 그는 아리스토텔레스의 동심 구체에 관한 작품인 <데 베리피카치오네 모투움 쾰레스티움>을 번역했으며, 이는 나중에 로저 베이컨이 사용했다. 또한 1220년 10월 21일자 <히스토리아 아니말리움> 19권을 번역했다. 그는 1217년에 알베트루지의 <천체 운동론>과 이븐 루시드의 아리스토텔레스 과학 작품에 대한 영향력 있는 주석 등 많은 작품들을 번역했다.
독일인 헤르만은 아스토르가 주교(1266 – 1272)였다. 그는 시칠리아의 만프레트의 개인적인 친구였다. 그의 출생지는 알려지지 않았지만, 주교로 임명되기 전에 카스티야의 지식인 생활에서 중요한 인물이었다는 것은 알려져 있다. 그는 1240년에 아리스토텔레스의 니코마코스 윤리학, 이븐 루시드의 수사학, 그리고 파라비의 아리스토텔레스 수사학에 대한 주석을 번역한 공로를 인정받았다. 헤르만은 또한 니코마코스 윤리학에 대한 자신의 철학적 주석과 요약을 썼다.

### 과도기
레이몽 대주교가 사망한 후 수십 년 동안 톨레도에서의 번역 활동은 상당히 줄어들었지만, 다음 세기까지 이어졌고 알폰소의 번역자 학교와 중첩되었다. 적어도 한 명의 번역가인 헤르만누스 알레만누스는 두 학교 모두에서 일한 것으로 알려져 있다. 그는 두 번째 시기에 구약성경을 번역했다. 이 과도기는 아랍어에서 구어체 카스티야어로 직접 번역이 이루어진 시기였다.
스페인 의사이자 톨레도 대성당 참사회원인 톨레도의 마르코는 꾸란과 다양한 의학 작품을 번역했다. 여기에는 후나인 이븐 이샤크의 Liber isagogarum, 히포크라테스의 De aere aquis locis; 그리고 후나인 이븐 이샤크의 갈레노스 논문 네 편의 번역본인 De tactu pulsus, De utilitate pulsus, Se motu membrorum, De motibus liquidis가 포함된다. 그는 또한 후나인 이븐 이샤크의 Isagoge ad Tegni Galieni, 1213년 작성된 일련의 무슬림 종교 논문, 그리고 생물학에 관한 그리스 논문을 번역했다.
알프레드 오브 사레셸 (알브레드 알피투스, 왈프레드, 사라웰, 사르첼, 알프레두스 필로소푸스, 알프레두스 앙글리쿠스 등으로도 알려짐)은 12세기 말에 스페인에 거주했던 영국인 번역가이자 철학자였다. 그는 유사 아리스토텔레스의 <데 플란티스>와 이븐 시나의 <시파> 중 연금술 부분인 <아비켄내아 미네랄리아>를 번역했다.
톨레도의 존은 의학 작품을 연구하기 위해 학교에 다녔고, 이후 영국으로 돌아가 추기경으로 서품되었다. 나중에 그는 로마로 가서 교황의 개인 의사가 되었다. 그는 실용 의학을 다루는 여러 의학 논문을 라틴어로 번역한 것으로 여겨진다.
헤르만누스 알레만누스는 1240년부터 1256년까지 톨레도에서 일했다. 1258년부터 66년까지 만프레드(나폴리) 휘하에서 일했지만, 스페인으로 돌아와 카스티야 왕국의 귀화 시민이 되었다. 그는 아리스토텔레스의 수사학의 대부분을 번역했고, 이븐 루시드의 중간 주석과 이븐 시나와 파라비의 짧은 단편들을 삽입했다. 그는 또한 아리스토텔레스의 니코마코스 윤리학, 시학에 대한 중간 주석, 이븐 루시드의 아리스토텔레스 수사학에 대한 중세 주석 및 시학을 완성했으며, 히브리어 텍스트에서 카스티야어로 시편을 번역하고, 아랍어에서 카스티야어로 Summa Alexandrinorum으로 알려진 윤리학의 요약을 번역했다.

### 알폰소 10세와 학교 설립

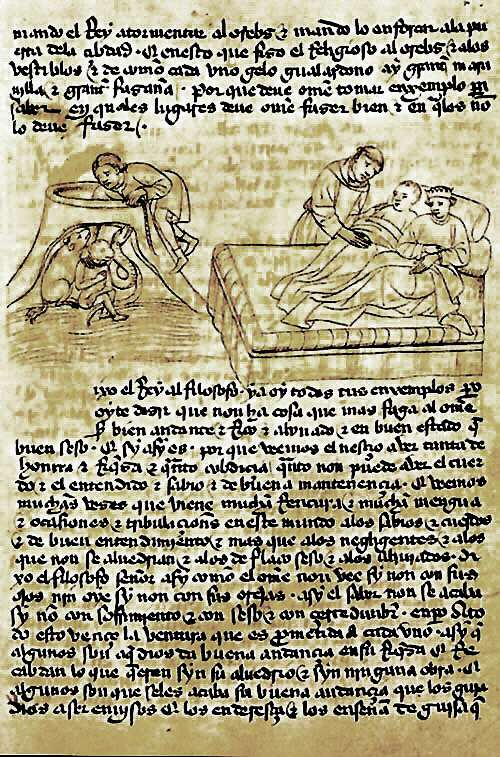
칼릴라와 딤나 필사본

카스티야의 알폰소 10세(현자로 알려짐) 왕의 통치 아래 톨레도는 번역의 중심지로서, 그리고 독창적인 학술 작품의 집필을 위한 중심지로서 더욱 중요성이 높아졌다. 왕실은 이 학교를 공식적으로 인정하지 않았지만, 학자들과 번역가들로 이루어진 팀은 그들의 공동 지식을 공유하고 신입들에게 새로운 언어와 번역 방법을 가르쳤다. 보통 여러 사람이 같은 번역에 참여했다. 카스티야 왕실은 그들의 작업 대부분에 비용을 지불했으며, 때로는 스페인과 유럽의 다른 지역에서 가장 유능한 번역가들을 톨레도 학교에 합류시키기 위해 고용하기도 했다.
번역의 목표 언어를 라틴어에서 개정된 카스티야어 방언으로 바꾸기로 한 알폰소 왕의 결정은 스페인어의 첫 번째 토대를 발전시키는 데 매우 중요한 결과를 가져왔다. 번역된 텍스트가 "llanos de entender"("이해하기 쉽게") 되어야 한다고 주장함으로써, 그는 텍스트가 스페인 내에서뿐만 아니라 다른 유럽 국가에서도 훨씬 더 많은 독자에게 도달할 수 있도록 했다. 이탈리아, 독일, 영국 또는 네덜란드와 같은 국가의 학자들은 의학, 종교, 고전 및 철학 텍스트를 번역하기 위해 톨레도로 이주했고, 고전 아랍어, 고전 그리스어 및 고대 히브리어에서 얻은 지식을 가지고 자국으로 돌아갔다. 왕은 또한 아랍어로 쓰였지만 원래 산스크리트어였던 칼릴라와 딤나 (판차탄트라)와 센데바르와 같은 여러 "동양" 우화와 이야기를 카스티야어로 번역하도록 의뢰했다.
알폰소 10세의 지휘 아래 번역 방법이 발전했다. 이전에는 원어민이 책의 내용을 학자에게 구두로 전달하면 학자가 서기에게 라틴어 대역을 구술하고 서기는 번역된 텍스트를 기록했다. 새로운 방법론에서는 여러 언어에 능통한 번역가가 원문을 카스티야어로 번역하여 서기에게 구술하고 서기는 카스티야어 번역본을 기록했다. 서기의 작업은 나중에 한 명 또는 여러 명의 편집자에 의해 검토되었다. 이 편집자 중에는 과학, 역사, 법률, 문학 등 많은 분야에 깊은 관심을 가진 왕도 있었다. 그는 각 번역가를 효과적으로 관리하고 선택했으며, 그들의 작업 중 일부를 검토하고 지적인 토론을 장려했다.
알폰소의 지도 아래, 세파르딤 유대인 과학자와 번역가들은 학교에서 중요한 역할을 맡았다. 그들은 그들의 지적 능력과 번역에 가장 많이 사용되는 두 언어인 아랍어와 카스티야어에 대한 숙달 때문에 왕에게 높이 평가받았다. 왕은 일부 유대인 학자들을 자신의 개인 의사로 두었고, 그들의 봉사에 대해 화려한 특혜와 칭찬으로 보답했다. 알폰소의 조카 후안 마누엘은 왕이 유대인 학자들의 지적 수준에 너무 깊은 인상을 받아 유대인의 법인 탈무드와 카발라를 번역하도록 의뢰했다고 썼다. 그는 이 텍스트들이 기독교 교리의 반영이며, 유대인들이 그것을 인정하지 않음으로써 자신들의 영혼을 위험에 빠뜨리고 있음을 증명하려 했다. 그러한 번역본들은 분실되었지만, 나중에 기독교 카발라의 발전과 관련이 있을 수도 있다.

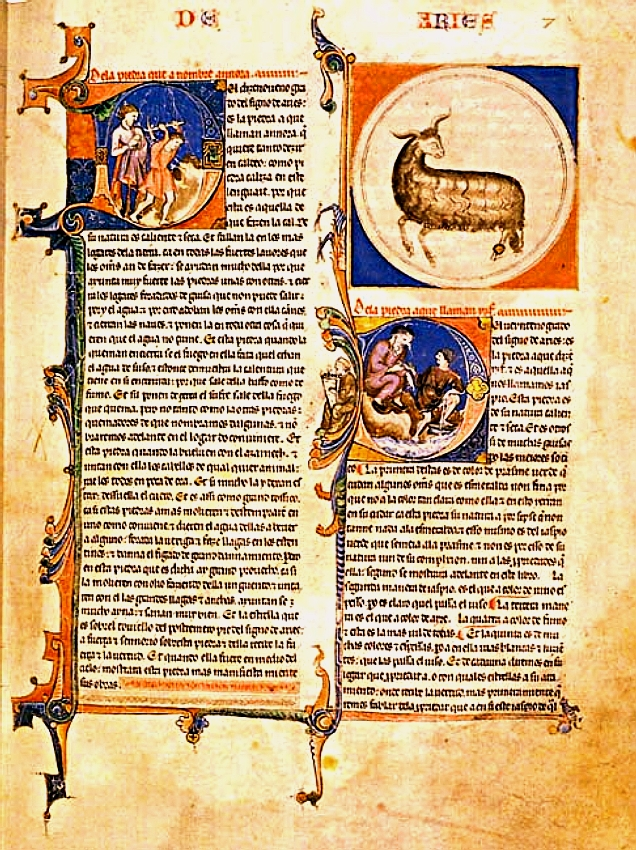
"라피다리오"의 삽화 페이지.

이 시기의 첫 알려진 번역본은 다양한 암석과 보석의 의학적 효능에 대한 책인 라피다리오로, 알폰소가 아직 인판테였을 때 예후다 벤 모세 코헨이 가르치 페레즈의 도움을 받아 번역했다. 알폰소는 어떤 유대인이 숨겨두었던 이 책을 얻어 예후다에게 아랍어에서 카스티야어로 번역하도록 명령했다.
예후다 벤 모세는 이 시기 가장 주목할 만한 유대인 번역가 중 한 명으로, 알폰소가 왕위에 오르기 전부터 왕의 주치의로 일했다. 라피다리오 외에 그의 가장 주목할 만한 번역물로는 마법과 점성술에 관한 고대 논문들을 합성한 작품인 피카트릭스, 또는 알자르칼리가 길례르무스 앙글리쿠스의 도움을 받아 아랍어 텍스트에서 라틴어로 번역한 트라타도 데 라 아사페하가 있다. 그는 또한 프톨레마이오스의 사부작 또는 콰트리파리토(점성술에 관한 15개의 논문: 인간에게 미치는 별의 영향과 부정적인 점성술적 영향을 막는 360가지 돌의 속성), 그리고 로스 IIII 리브로스 데 라스 에스트렐라스 데 라 오차우아 에스페라를 번역했는데, 이 책은 나중에 알폰소 왕이 사무엘 하레비, 후안 데 메시나, 후안 데 크레모나에게 개정하도록 명령했다. 그는 또한 사법 점성술에 관한 또 다른 책인 리브로 콘플리도 엔 로스 이우디시오스 데 라스 에스트렐라스 번역에 기여했는데, 아이러니하게도 이 책은 라틴어(서고트족 사이에서 사용되었던)에서 아랍어로, 그리고 다시 카스티야어와 라틴어로 번역되었다.

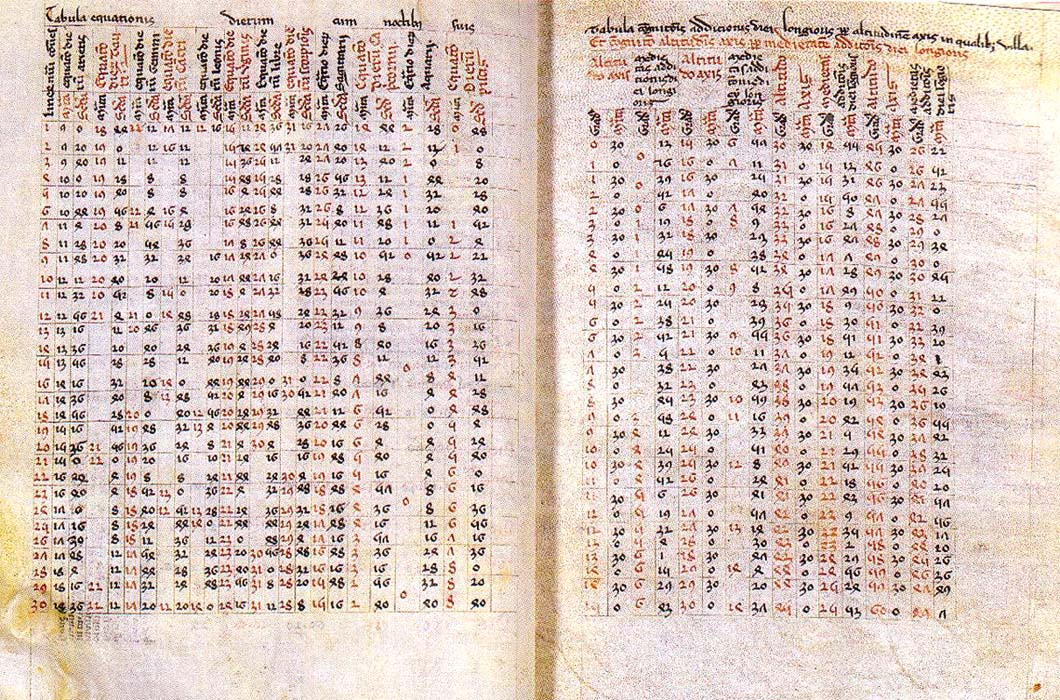
알폰소 표

예후다 벤 모세는 또한 리브로 데 라스 크루세스, 리브로스 델 사베르 데 아스트로노미아, 그리고 이삭 이븐 시드가 편찬한 유명한 알폰소 표의 번역에도 참여했는데, 이 표는 알폰소가 톨레도에 모았던 천문학자들의 관측을 바탕으로 태양, 달 및 행성의 고정 항성에 대한 위치를 계산하는 데이터를 제공했다. 그 중에는 세비야의 아벤 라겔과 알퀴비시오, 코르도바의 조셉 아벤 알리와 야코보 아벤베나, 그리고 가스코뉴와 파리에서 높은 급여로 유인해 온 50여 명의 학자들이 있었는데, 이들에게 프톨레마이오스의 콰드리파르티툼 번역과 몬테산 및 알가젤의 책들을 모으는 임무도 맡겼다. 그들의 작업 결과, 알폰소 표는 300년 이상 정기적으로 개정판이 인쇄되며 유럽에서 가장 인기 있는 천문 표가 되었다. 니콜라우스 코페르니쿠스 자신도 사본을 소유하고 있었다.
후안 다시파는 예후다 벤 모세 코헨이 리브로 데 라 알코라와 리브로 데 라스 크루세스를 직역하는 것을 도왔으며, 기옌 아르레몬 다시파는 예후다와 함께 IIII 리브로스 데 라스 에스트렐라스 데 라 오차우아 에스페라 번역에 협력했다.
이삭 이븐 시드는 왕에게 총애받던 또 다른 저명한 유대인 번역가로, 천문학, 점성술, 건축학, 수학에 매우 박식했다. 왕의 지시에 따라 그는 "어떤 사람이라도 쉽게 사용할 수 있도록" 단순하고 이해하기 쉬운 리브로 데 라스 아르멜리아스 번역본을 만들었다. 그는 또한 리브로 델 아스트롤라비오 레돈도 또는 점성가들이 일반적으로 사용하는 평면 성반 (천문학)에 관한 책인 리브로 델 아타시르와 같은 여러 과학 논문을 번역했다. 알폰소 왕은 이삭 이븐 시드의 번역본인 라미나 유니버설의 서문을 썼는데, 원본 아랍어 작품은 톨레도에서 만들어졌고 그로부터 아르자르키엘이 자신의 아사페아를 만들었다고 설명했다. 이삭 이븐 시드는 또한 리브로 데 콰드란테 포라 렉티피카르 번역에 기여했는데, 이는 리브로 델 렐로히오 델 아르헨 우이보와 리브로 델 렐로히오 델 팔라시오 데 라스 오라스 등 시계 제작에 관한 네 가지 작품이다. 후자는 하루 종일 창문을 통해 들어오는 빛이 내부 안뜰에 시간을 나타내는 궁전 디자인을 포함했다. 그는 아랍어에서 아스트롤라비오 레돈도(구형 성반), 아스트롤라비오 야노(평면 성반), 콘스텔라시오네스(별자리), 라미나 유니버설(성반 (천문학)을 개선한 도구) 번역에 기여했다. 그는 또한 프톨레마이오스의 아르멜리아스, 피에드라 데 라 솜브라(그림자 돌 또는 해시계), 렐록스 데 아구아(물시계), 아르헨테 비보 오 아조구에(수은), 칸델라(촛불 시계) 번역에도 기여했다.
알폰소와 그의 아들 산초의 주치의였던 톨레도의 아브라함은 알하이탐의 우주 구조론과 알자르칼리의 성반 등 여러 아랍어 서적을 스페인어(카스티야어)로 번역했다. 그 외에는 리브로 델 사베르를 번역한 사무엘 하레비, 저술가, 편집자, 번역가였던 톨레도의 아불라피아, 아브라함 알파키, 하임 이스라엘, 유다 코헨 등이 있었다. 이슬람으로 개종한 마에스트레 베르나르도는 같은 학교의 마에스트레 페란도 데 톨레도가 이끄는 팀이 처음 번역했던 리브로 데 라 아사페하의 개정판 작업을 아브라함 알파키와 함께 도왔다.
이 시기의 기독교 번역가 중에는 리브로 콘플리도(De judiciis Astrologiae)를 번역한 알바로 데 오비에도가 있었다. 알바로는 라틴어 번역을 맡았고, 예후다 벤 모세는 아벤 라겔의 아랍어 논문을 스페인어(카스티야어)로 구두 번역해 주었다. 이것은 이중 동시 번역이 문서로 기록된 유일한 사례이다.
피에트로 데 레지오와 이탈리아인 에디히오 데 테블라디스 데 파르마는 프톨레마이오스의 콰트리파리토와 유후다의 이븐 아벤 라겔의 리베르 데 주디치스 아스트롤로기아(Libro conplido en los iudizios de las estrellas) 스페인어(카스티야어) 버전을 라틴어로 번역했다.
왕의 공증인이었던 마에스트레 후안 데 크레모나는 리브로 데 라스 에스트렐라스 픽사스의 일부를 번역했고, 예후다, 사무엘 하레비, 그리고 동료 이탈리아인 후안 데 메시나와 함께 IIII 리브로스를 작업했다. 또 다른 왕의 공증인이자 서기관이었던 시에나의 보나벤투라는 아브라함의 에스칼라 데 모하마 스페인어(카스티야어) 번역본을 프랑스어(Livre de leschiele Mahomet)로 번역했다.

## 결과
알폰소의 사망 후, 스스로 후계자를 자처한 카스티야의 산초 4세는 대부분의 번역팀을 해체했고, 곧 대부분의 구성원들은 새로운 후원 아래 다른 활동으로 노력을 옮겼으며, 그들 중 많은 수가 톨레도 시를 떠났다.

## 유산
천문학, 점성술, 대수학, 의학 등 다양한 과학 분야의 작품 번역은 수세기 동안 유럽인들이 접근할 수 없었던 많은 책의 내용을 직접 배우고자 하는 유럽 전역의 수많은 학자들을 톨레도로 끌어모으는 자석 역할을 했다. 이 학자들과 작가들 덕분에 아랍어, 그리스어, 히브리어 텍스트에서 얻은 지식은 유럽 대학의 핵심으로 파고들었다. 아리스토텔레스와 아랍 철학자들의 작품이 1200년대 초 신 파리 대학교와 같은 일부 유럽 학습 센터에서 금지되었음에도 불구하고, 톨레도의 번역본은 물리적, 우주론적 특성 때문에 받아들여졌다.
알베르투스 마그누스는 톨레도에서 이루어진 번역본을 바탕으로 아리스토텔레스 철학의 체계화와 천문학, 점성술, 광물학, 화학, 동물학, 생리학, 골상학에 관한 많은 저술을 했다. 그의 제자인 토마스 아퀴나스 또한 많은 번역된 작품을 사용하여 아리스토텔레스를 그의 철학 및 신학 논문에 도입했다.
로저 베이컨은 많은 아랍어 번역본에 의존하여 광학, 천문학, 자연과학, 화학 및 수학 분야에서 중요한 공헌을 했다. 르네상스 시대의 다른 많은 학자들은 고대 및 중세 시대의 가장 중요한 광학 논문이었던 이븐 알하이탐의 키타브 알마나지르 번역본을 사용했다. 일반적으로 유럽 의학 분야의 대부분의 학문은 중세 이슬람 및 일부 아시아 국가의 의학 발전 상황을 반영하는 작품들의 번역본으로부터 크게 이득을 보았다.
태양이 지구를 중심으로 돈다는 포괄적인 지동설 우주론을 처음으로 공식화한 과학자 니콜라우스 코페르니쿠스는 프톨레마이오스의 천문학 서적인 알마게스트의 번역본을 연구했다. 그는 또한 1515년 베니스에서 출판된 후 소유하고 있던 알폰소 표에 담긴 천문학 계산 데이터를 사용했다. 이 작업은 정확한 점성술 예측표를 계산하려는 유럽 천문학자들의 오랜 노력의 선구자가 되었다. 이 표는 유럽에서 가장 인기 있는 천문 표가 되었으며 300년 동안 정기적으로 개정판이 제작되었다. Theorica planetarum과 같은 다른 번역된 천문학적 작품들은 15세기 내내 유럽 학생들을 위한 천문학 입문서로 사용되었다.
이 언어적 사업의 또 다른 부수적인 효과는 카스티야어의 개정판을 촉진했다는 점이다. 이 언어는 많은 과학적, 기술적 어휘를 통합했지만, 모든 계층의 사람들이 이해하고 대중에게 도달할 수 있도록 구문이 간소화되었으며, 동시에 더 높은 사상 표현에 적합하게 만들어졌다. 알폰소 10세의 지도와 감독 아래 이 모든 학자들의 구두 및 서면 기여는 현대 초국가적 스페인어의 토대를 확립했다.

## 같이 보기
- 스페인 황금 시대의 번역
- 12세기 라틴어 번역
- 중세 유럽에 대한 이슬람의 기여